# Geoff Britton
Geoffrey Britton, angleški bobnar, * 1. avgust 1943, London, Združeno kraljestvo.
Geoff Britton je bobnar, ki je najbolj znan po svojem sodelovanju s skupino Wings. Član skupine je bil od avgusta 1974 do januarja 1975.

## Kariera
Britton je bil eden izmed ustanovnih članov rock skupine East of Eden, ki je nastala leta 1967 v Bristolu. Član skupine je bil do sredine 70. let in je igral na njihovem albumu Snafu. Potem se je pridružil skupini The Wild Angels. Po odhodu iz skupine Wings, je Britton bil eno leto član skupine Manfred Mann's Earth Band, s katero je posnel album Angel Station. Leta 1977 je postal član »superskupine« Rough Diamond. V začetku 80. let se je pridružil skupini The Keys.
Leta 1989 se je preselil v Španijo, kjer je postal član skupine The Rockets. Od leta 1999 do 2004 je bil član skupine Black Diamond. Leta 2008 je nekaj časa igral s skupino The Brink Band.

## Diskografija
- East of Eden - Snafu (1970)
- East of Eden - The World of East of Eden (1971)
- Wild Angels - Out at Last (1972)
- Danny Kirwan - Second Chapter (1975)
- Wings - Venus and Mars (1975)
- Danny Kirwan - Second Chapter (1975)
- Rough Diamond - Rough Diamond (1977)
- Champion - Champion (1978)
- Manfred Mann's Earth Band - Angel Station (1979)
- The Keys - Album (1981)
- The Pirates - Still Shakin' (1988)